# Даниленко, Вячеслав Васильевич
Вячесла́в Васи́льевич Даниле́нко (род. 10 января 1935, Песочня, Западная область) — советский и российский физик и материаловед. Доктор технических наук (1989).

## Биография
Окончил Московский авиационный институт (1958).
С тех пор работал во ВНИИ приборостроения (г. Челябинск): в 1986—1988 — ведущий научный сотрудник, в 1988—1997 — в Институте проблем материаловедения НАНУ (Киев): в 1988—1997 — заведующий отдела физики и технологий взрывного синтеза.
С 1997 — в Москве.

## Научная работа
Направление научных исследований — разработка технологий синтеза высокотвёрдых и сверхтвердых материалов методом взрыва. Подавляющее большинство работ закрытого характера.
В советские времена работал на атомной установке НИИ-1011, которая находится в закрытом городе Челябинск-70. Исследовал миниатюризацию взрыва, которые привели к открытиям наноалмаза.
В 2011 году The Washington Post опубликовала статью, в которой утверждалось, что он передавал опыт в разработке ядерных детонаторов Ирану в их Центре физических исследований в период с 1996 по 2002 года, ссылаясь на доклад, опубликованный международным Агентством по атомной энергии.
Труды:
- Влияние неидеальности детонации зарядов В. В. на энергию метаемых пластин // Физика горения взрыва. 1987. № 1(46) (соавт.);
- Синтез алмаза и плотных модификаций нитрида бора динамическими методами // Взрыв, удар. защита. Новосибирск, 1987. Вып. 17 (соавт.).